# عبدالله احمد بداوی
یانگ آمات برهورمات داتو سری عبدالله حاجی احمد بداوی (زاده ۲۶ نوامبر ۱۹۳۹ – درگذشته ۱۴ آوریل ۲۰۲۵) نخست‌وزیر پیشین مالزی بود که جانشین دکتر ماهاتیر محمد شده بود. او را به طور غیر رسمی به نام «پاک لا» هم می‌شناسند. او پیش از این، از سال ۱۹۹۹ تا ۲۰۰۳، معاون نخست‌وزیر مالزی بود.
عبدالله احمد بداوی در ۱۴ آوریل ۲۰۲۵، در سن ۸۵ سالگی درگذشت.